# Nemesis 2
Série
Nemesis
(1992) Nemesis 3: Prey Harder
(1996)
Pour plus de détails, voir Fiche technique et Distribution.
Nemesis 2 (Nemesis 2: Nebula) est un film américain réalisé par Albert Pyun, sorti en 1995.

## Synopsis
Après que les cyborgs aient gagné la guerre contre les humains, la résistance décide de modifier l'ADN dans le but de créer une nouvelle race plus forte. Pour éviter de voir leur hégémonie menacée, les cyborgs décident d'envoyer dans le passé un robot nommé Nebula chargé de tuer la mère du premier enfant.

## Fiche technique
- Titre : Nemesis 2
- Titre original : Nemesis 2: Nebula
- Réalisation : Albert Pyun
- Scénario : Albert Pyun
- Production : Paul Rosenblum et Gary Schmoeller
- Musique : Anthony Riparetti
- Photographie : George Mooradian (de)
- Montage : Ken Morrisey
- Direction artistique : Rob Bowen et Tracy Hennigan
- Costumes : Shelly Buscalacchi
- Pays d'origine : États-Unis
- Format : Couleurs - 1,85:1 - Dolby Surround - 35 mm
- Genre : Action, science-fiction
- Durée : 83 minutes
- Date de sortie : 26 septembre 1995 (États-Unis)

## Distribution
- Sue Price (en) : Alex
- Chad Stahelski : Nebula
- Tina Cote : Emily
- Earl White : Po / Juna
- Jahi J.J. Zuri : Zumi / un rebel
- Karen Studer : Zana
- Shelton Baily : le chef de la tribu
- Donya Dinnah : une fille de la tribu
- Jon H. Epstein : le chef des Nations unies
- Sharon Bruneau : Lock
- Debbie Muggli (en) : Ditko
- Zachary Studer : Alex enfant
- Cinque Glendy : Juna enfant
- Dave Fisher (en) : Oslo
- Richard Cetrone : un soldat de la résistance
- Michael Banks : un soldat de la résistance
- Tracy Davis : Sam
- Michael Halsey : le narrateur / Nebula (voix)

## Saga Nemesis
- 1993 : Nemesis, d'Albert Pyun
- 1996 : Nemesis 3 (Nemesis III: Prey Harder), d'Albert Pyun
- 1996 : Nemesis 4 (Nemesis 4: Death Angel), d'Albert Pyun